# Teoría de la autodeterminación

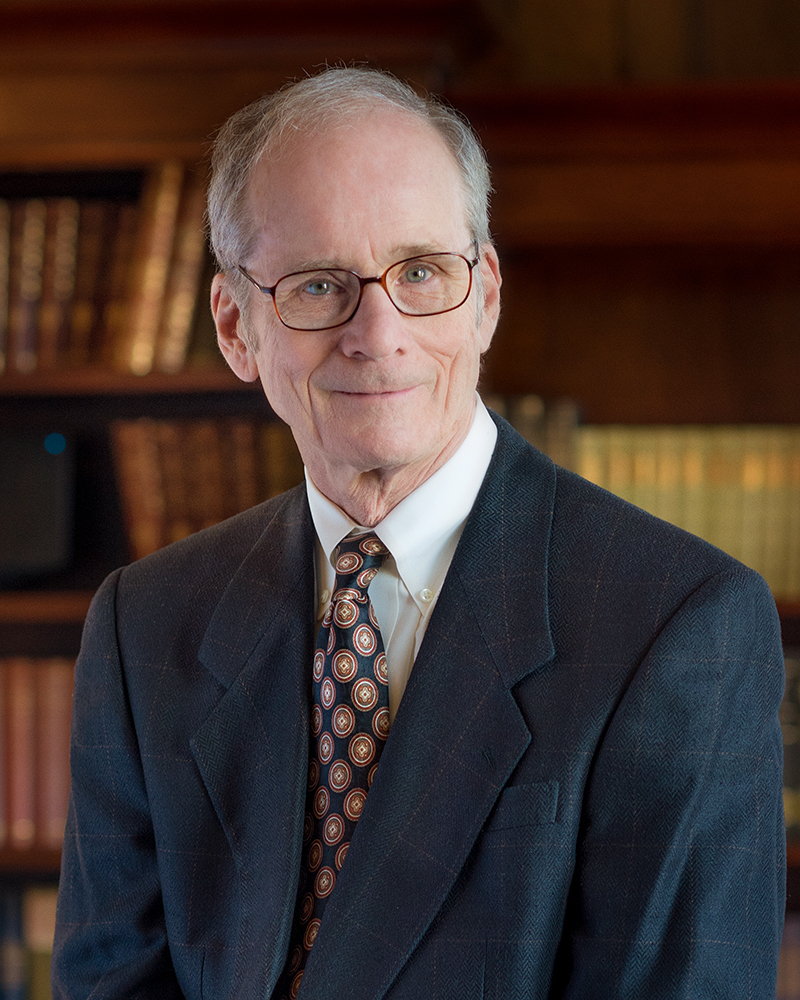
Edward L. Deci

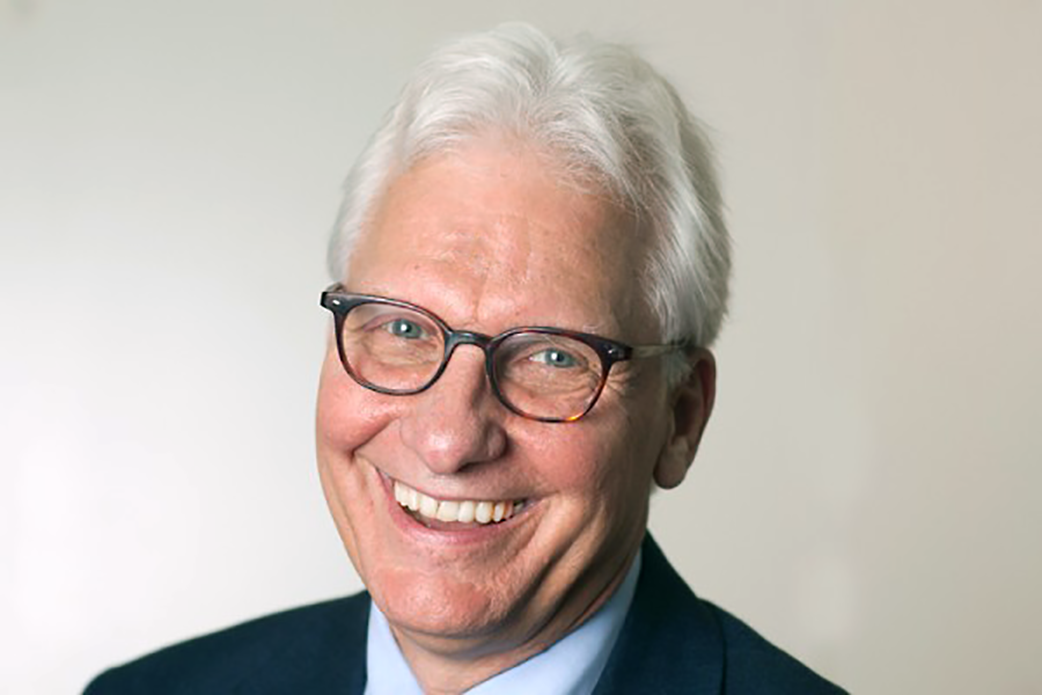
Richard Ryan

La teoría de la autodeterminación (SDT) es una macro teoría de la motivación humana y la personalidad que trata de las preocupaciones inherentes al crecimiento y las tendencias innatas y necesidades psicológicas de las personas. Se refiere a la motivación que hay detrás de las decisiones de las personas, sin influencia externa e interferencia. Esta teoría se centra en el grado en que el comportamiento del individuo es automotivado y autodeterminado.

## Surgimiento y evolución
En la década de 1970, la investigación sobre la SDT evolucionó a partir de estudios que comparaban los motivos intrínsecos y extrínsecos, y de una comprensión creciente del papel dominante que jugó la motivación intrínseca en el comportamiento de un individuo, pero no fue hasta mediados de la década de 1980 que fue aceptada como una sólida teoría empírica. La investigación que aplica la SDT a diferentes áreas de la psicología social ha aumentado considerablemente desde la década del 2000.
Los estudios clave que condujeron al surgimiento de la SDT incluyeron investigaciones sobre la motivación intrínseca. La motivación intrínseca se refiere a iniciar una actividad por sí misma porque es interesante y satisfactoria en sí misma, en oposición a realizar una actividad para obtener una meta externa (motivación extrínseca). Se han descrito diferentes tipos de motivaciones en función del grado en que se han internalizado. La internalización se refiere al intento activo de transformar un motivo extrínseco en valores endosados personalmente y así asimilar las regulaciones de comportamiento que originalmente eran externas.

Edward L. Deci y Richard Ryan ampliaron después el trabajo inicial para diferenciar entre la motivación intrínseca y extrínseca y propusieron tres necesidades intrínsecas principales involucradas en la autodeterminación. Según Deci y Ryan, las tres necesidades psicológicas motivan a uno mismo para iniciar el comportamiento y especificar los nutrientes que son esenciales para la salud psicológica y el bienestar de un individuo. Se dice que estas necesidades son universales, innatas y psicológicas e incluyen la necesidad de competencia, la autonomía y relación psicológica. 

## Teoría básica
La SDT se centra en la creencia de que la naturaleza humana muestra características positivas persistentes, que muestra repetidamente esfuerzo, iniciativa y compromiso en sus vidas que la teoría llama "tendencias de crecimiento inherentes". Las personas también tienen necesidades psicológicas innatas que son la base de la automotivación y la integración de la personalidad.
La SDT identifica tres necesidades innatas que, si están satisfechas, permiten el funcionamiento óptimo y el crecimiento:
1. Competencia[9][10]
2. Relación[11]
3. Autonomía[12][13]

Estas necesidades se consideran necesidades universales innatas, no aprendidas (instintivas) y apreciadas en la humanidad a través del tiempo, el género y la cultura.
Deci y Ryan afirman que hay tres elementos esenciales de la teoría:
1. Los humanos son inherentemente proactivos con su potencial y dominan sus fuerzas internas (como impulsos y emociones)
2. Los humanos tienen una tendencia inherente hacia el desarrollo del crecimiento y el funcionamiento integrado
3. El desarrollo y las acciones óptimas son inherentes a los humanos, pero no suceden automáticamente

Para actualizar su potencial inherente necesitan nutrirse del entorno social.
Si esto sucede, hay consecuencias positivas (por ejemplo, bienestar y crecimiento), pero si no, hay consecuencias negativas. Entonces la SDT enfatiza el crecimiento natural de los humanos hacia la motivación positiva; sin embargo, esto se frustra si sus necesidades básicas no se cumplen.

## Necesidades
La SDT apoya tres necesidades psicológicas básicas que deben satisfacerse para fomentar el bienestar y la salud. Estas necesidades se pueden aplicar universalmente. Sin embargo, algunas pueden ser más destacadas que otras en ciertos momentos y se expresan de manera diferente en función del tiempo, la cultura o la experiencia.
Competencia
    Busca controlar el resultado y el dominio de la experiencia
Relación
    Tendencia a interactuar, estar conectado y experimentar el cuidado de los demás
Autonomía
    Desear ser agentes causales de la propia vida y actuar en armonía con el yo integrado de uno; sin embargo, Deci y Vansteenkiste notan que esto no significa ser independiente de los demás

## Motivaciones
La SDT afirma que hay que dar un enfoque diferente a la motivación, teniendo en cuenta lo que motiva a una persona en un momento dado en lugar de ver la motivación como un concepto unitario. La SDT hace distinciones entre los diferentes tipos de motivación y las consecuencias de ellos.

### Motivación intrínseca
La motivación intrínseca es el impulso natural e inherente para buscar los desafíos y las nuevas posibilidades que la SDT asocia con el desarrollo cognitivo y social.
La teoría de evaluación cognitiva (CET) es una subteoría de la SDT que especifica los factores que explican la motivación intrínseca y la variabilidad en ella y observa cómo los factores sociales y ambientales ayudan u obstaculizan las motivaciones intrínsecas. La CET se centra en las necesidades de competencia y autonomía.
Eventos del contexto social, como los comentarios sobre el trabajo o las recompensas, generan sentimientos de competencia y, por lo tanto, potencian las motivaciones intrínsecas. Deci encontró que la retroalimentación positiva potenciaba las motivaciones intrínsecas y la retroalimentación negativa la disminuía. Vallerand y Reid fueron más allá y encontraron que estos efectos estaban siendo mediados por el control percibido.
La autonomía, sin embargo, debe acompañar a la competencia para que las personas vean sus conductas como determinadas por la motivación intrínseca. Para que esto suceda, debe haber un apoyo contextual inmediato tanto para las necesidades como para los recursos internos basados en el apoyo previo al desarrollo para ambas necesidades.
La CET y la motivación intrínseca también están vinculadas a la relación a través de la hipótesis de que la motivación intrínseca florece si se vincula con una sensación de seguridad y relación. Grolnick y Ryan encontraron una menor motivación intrínseca en los niños que creían que sus maestros eran indiferentes o fríos y que por lo tanto no cumplían con sus necesidades de relación.

### Motivación extrínseca
La motivación extrínseca proviene de fuentes externas. Deci y Ryan desarrollaron la teoría de integración orgánica (OIT), como una subteoría de la SDT, para explicar las diferentes formas en que se regula el comportamiento extrínsecamente motivado.
La OIT detalla las diferentes formas de motivación extrínseca y los contextos en los que se producen. Es el contexto de tal motivación lo que concierne a la teoría SDT ya que estos contextos afectan si las motivaciones se internalizan y se integran en el sentido del yo.
La OIT describe cuatro tipos diferentes de motivaciones extrínsecas que a menudo varían en términos de su autonomía relativa:
1. Comportamiento regulado externamente: es el menos autónomo, se realiza por demanda externa o posible recompensa. Se puede ver que tales acciones tienen un locus de causalidad percibido externamente.
2. Regulación de conducta introyectada: describe asumir regulaciones a la conducta pero no aceptar totalmente dichas regulaciones como propias. Deci y Ryan[21] afirman que tal comportamiento normalmente representa la regulación por la autoestima contingente, citando la participación del ego como una forma clásica de introyecciones.[22] Este es el tipo de comportamiento en el que las personas se sienten motivadas para demostrar la capacidad de mantener la autoestima. Si bien esto es impulsado internamente, el comportamiento introyectado tiene un locus de causalidad percibido externamente o no proviene de uno mismo. Como la causalidad del comportamiento se percibe como externa, el comportamiento se considera no autodeterminado.
3. Regulación a través de la identificación: es una forma más autónoma de motivación extrínseca. Implica valorar conscientemente una meta o regulación para que dicha acción sea aceptada como personalmente importante.
4. Regulación integrada: es el tipo más autónomo de motivación extrínseca. Ocurre cuando las regulaciones se asimilan por completo a sí mismas, por lo que se incluyen en las autoevaluaciones y creencias de una persona sobre sus necesidades personales. Debido a esto, las motivaciones integradas comparten cualidades con la motivación intrínseca, pero todavía se clasifican como extrínsecas porque los objetivos que se intentan alcanzar son por razones extrínsecas al yo, más que por el disfrute inherente o el interés en la tarea.

Los comportamientos motivados extrínsecamente pueden integrarse en uno mismo. La OIT propone que la internalización es más probable que ocurra cuando hay un sentido de relación.
Ryan, Stiller y Lynch encontraron que los niños internalizan las normas extrínsecas de la escuela cuando se sienten seguros y atendidos por padres y maestros.
La internalización de la motivación extrínseca también está vinculada a la competencia. La OIT sugiere que los sentimientos de competencia en las actividades deberían facilitar la internalización de dichas acciones.
La autonomía es particularmente importante al tratar de integrar sus regulaciones en el sentido de sí misma de una persona. Si un contexto externo permite a una persona integrar la regulación, debe sentirse competente, relacionada y autónoma. También deben comprender la regulación en términos de sus otras metas para facilitar un sentido de autonomía. Esto fue apoyado por Deci, Eghrari, Patrick y Leone que encontraron en entornos de laboratorio si a una persona se le dio una razón significativa para un comportamiento poco interesante junto con el apoyo a su sentido de la autonomía y relación, internalizaron e integraron su comportamiento.

## Necesidades básicas y motivación intrínseca
White y deCharms propusieron que la necesidad de competencia y autonomía es la base de la motivación y el comportamiento intrínsecos. Este es un vínculo entre las necesidades básicas de las personas y sus motivaciones.

### Autonomía
Deci descubrió que ofrecer recompensas extrínsecas a las personas por su comportamiento minaba la motivación intrínseca a medida que se interesaban menos por ella, ya que inicialmente, el comportamiento intrínsecamente motivado queda controlado por recompensas externas, lo que socava su autonomía.
Investigaciones adicionales de Amabile, DeJong y Lepper encontraron otros factores externos, como plazos, que restringen y controlan, también disminuyen la motivación intrínseca.
Las situaciones que dan autonomía en lugar de quitársela también tienen un vínculo similar a la motivación. Los estudios que analizan las opciones han encontrado que aumentar las opciones y elecciones de un participante aumenta su motivación intrínseca.

### Competencia
Deci descubrió que brindar a las personas comentarios positivos inesperados sobre una tarea aumenta la motivación intrínseca de las personas para hacerlo, lo que significa que esto se debía a que la retroalimentación positiva satisfacía la necesidad de competencia de las personas. De hecho, dar comentarios positivos sobre una tarea solo sirvió para aumentar la motivación intrínseca de las personas y disminuir la motivación extrínseca para la tarea.
Vallerand y Reid encontraron que la retroalimentación negativa tiene el efecto opuesto (es decir, la disminución de la motivación intrínseca al alejarse de la necesidad de competencia de las personas).

### Relación
Durante un estudio sobre la relación entre los estilos de apego de los bebés; su exhibición de comportamiento orientado al dominio y su efecto durante el juego, Frodi, Bridges y Grolnick no lograron encontrar efectos significativos: "Tal vez algo sorprendente fue el hallazgo de que la calidad del apego evaluada a los 12 meses no pudo predecir significativamente ni la motivación de dominio, competencia o afecto 8 meses después, cuando otros investigadores han demostrado una asociación entre construcciones similares ... "Sin embargo, señalan que tamaños de muestra más grandes podrían ser capaces de descubrir tales efectos: "En una comparación de lo seguro / estable y lo inseguro / inestable, los grupos estables sugirieron que el grupo seguro / estable era superior a los grupos inseguros / estables en todas las medidas relacionadas con el dominio. Obviamente, se necesitan réplicas de todas las relaciones de motivación de apego con muestras diferentes y más grandes".

## Nuevos desarrollos
Los principios de la SDT se han aplicado en muchos ámbitos de la vida, por ejemplo, las demandas de trabajo; crianza de los hijos; enseñanza; y salud. Además de los dominios mencionados anteriormente, la investigación de la teoría de la autodeterminación se ha aplicado ampliamente en el campo de los deportes.

### Ejercicio
Murcia, Roman, Galindo, Alonso y Gonzalez-Cutre analizaron la influencia de los compañeros en el disfrute en el ejercicio. Específicamente, los investigadores analizaron el efecto del clima motivacional generado por las parejas en los deportistas mediante el análisis de los datos recopilados a través de cuestionarios y escalas de calificación. La evaluación incluyó la evaluación del clima motivacional, la satisfacción con las necesidades psicológicas básicas, los niveles de autodeterminación y autorregulación (desmotivación, regulación externa, introyectada, identificada e intrínseca) y también la evaluación del nivel de satisfacción y disfrute en el ejercicio.
El análisis de los datos reveló que cuando los compañeros apoyan y se pone énfasis en la cooperación, el esfuerzo y la mejora personal, el clima influye en variables como las necesidades psicológicas básicas, la motivación y el disfrute. El clima de la tarea predijo positivamente las tres necesidades psicológicas básicas (competencia, autonomía y relación) y, por lo tanto, predijo positivamente la motivación autodeterminada. También se encontró que el clima laboral y la autodeterminación resultante influyen positivamente en el nivel de disfrute que experimentaron los participantes durante la actividad.

### Conciencia
La conciencia siempre se ha asociado con el funcionamiento autónomo; sin embargo, fue solo recientemente que los investigadores de la SDT incorporaron la idea de la atención y su relación con el funcionamiento autónomo y el bienestar emocional en su investigación.
Brown y Ryan llevaron a cabo una serie de cinco experimentos para estudiar la atención plena: definieron la atención plena como una atención abierta e indivisa a lo que sucede dentro y alrededor de uno mismo.
A partir de sus experimentos, los autores concluyeron que cuando los individuos actúan con atención, sus acciones son consistentes con sus valores e interés. Además, existe la posibilidad de que ser autónomo y realizar una acción porque es agradable para uno mismo aumenta la atención consciente de las propias acciones.

### Vitalidad y autorregulación
Otra área de interés para los investigadores de la SDT es la relación entre la vitalidad subjetiva y la autorregulación. Ryan y Deci definen la vitalidad como la energía disponible para el yo, ya sea directa o indirectamente, a partir de las necesidades psicológicas básicas. Esta energía permite a las personas actuar de manera autónoma.
Muchos teóricos han postulado que la autorregulación agota la energía, pero los investigadores de la SDT han propuesto y demostrado que solo la regulación controlada agota la energía, la regulación autónoma en realidad puede ser vitalizante.